# تامارين هندلر
تامارين هندلر مواليد 12 أغسطس 1992 في كيب تاون، هي لاعبة كرة مضرب بلجيكية بدأت مسيرتها كمحترفة سنة 2007. أعلى تصنيف لها في الفردي كان 178. أعلى تصنيف لها في الزوجي كان 182.

## روابط خارجية
- تامارين هندلر على موقع رابطة محترفات التنس (الإنجليزية)
- تامارين هندلر على موقع الاتحاد الدولي لكرة المضرب (الإنجليزية)
- تامارين هندلر على موقع كأس بيلي جين كينغ (الإنجليزية)
- تامارين هندلر على موقع خلاصة التنس.كوم (الإنجليزية)
- تامارين هندلر على موقع إي إس بي إن.كوم (الإنجليزية)